# Critique d'art
Pour les articles homonymes, voir Critique.
La critique d'art est l'art de juger les œuvres de l'esprit, à l'origine celles appartenant aux beaux-arts.
Elle est une traduction du langage artistique en langage logique et, de ce fait, peut servir de pont vers la compréhension de la création qu'elle analyse. Le critique d'art peut aussi apparaître comme « guide du goût du public ».

## Histoire

### XVIIesiècle
- André Félibien, Entretiens sur les vies et les ouvrages les plus excellents des peintres anciens et modernes avec la vie des architectes.
- Roger de Piles

### Critique d’art et Salon auXVIIIesiècle
Le concept de « Salon de peinture » s'est développé après la création en 1648 de l’Académie de peinture et de sculpture. C’était le moyen par lequel les officiers et académiciens de l’Académie pouvaient présenter leurs œuvres à un public.
Les Salons faisaient l’objet de commentaires dans Le Mercure galant, créé en 1672, et qui deviendra plus tard le Mercure de France. On retient surtout le nom de Denis Diderot (1713-1784) comme commentateur avisé des Salons de l’Académie française de peinture et de sculpture, pendant plus de vingt ans (de 1759 à 1781). Mais l’histoire de l'art considère aussi Jean-Baptiste Dubos (1670-1742), dit aussi l'abbé Du Bos, comme précurseur de la critique d'art avec Réflexions critiques sur la poésie et la peinture (1718-1719) ainsi que, plus tard, Étienne La Font de Saint-Yenne (1688-1771) dans Réflexions sur quelques causes de l'état présent de la peinture en France (1747) et l'anglais William Hazlitt (1778-1830) et son On Pleasure of Painting (Du Plaisir de peindre) (1820).

### La critique d’art auXIXesiècle
Après la Révolution de 1789, le musée du Louvre est créé en 1793 pour apporter à la nation un instrument de son éducation. De plus, le règlement de l’Académie est modifié : le Salon organisé par celle-ci est désormais ouvert à tous les artistes français ou étrangers, sans distinction.
Honoré de Balzac émet une violente critique des critiques d'art dans son roman Pierre Grassou (1839) lorsque le salon s'ouvre plus largement à la Grande galerie du Louvre (1817) : « Tout fut perdu dès que le Salon se continua dans la Galerie. […] Par une étrange bizarrerie, depuis que la porte s'ouvre à tout le monde, on parle des génies méconnus. Quand douze années auparavant, la Courtisane de Ingres, la Méduse de Géricault, le Massacre de Scio d'Eugène Delacroix, apprenaient au monde, malgré les dénégations de la Critique, l'existence de palettes jeunes et ardentes […] ».
Par ailleurs, à partir de la deuxième moitié du XIXe siècle, la liberté de la presse et les progrès techniques de l’imprimerie de textes et d’images permettent un important développement des journaux et revues illustrées. En outre, de nouveaux Salons apparaissent, faisant concurrence au Salon national de l’Académie, avec le « Salon des refusés » de 1863 en premier. Le développement de l’industrie et du commerce entraîne une augmentation de la richesse nationale qui profite à un plus grand nombre de personnes, dont certaines souhaitent asseoir leur nouveau statut par l’acquisition d’œuvres d’art et recherchent de l’information pour se forger une opinion.
Au début de ce XIXe siècle, ce sont surtout des écrivains qui se font de l’argent de poche en publiant leurs commentaires. N’oublions pas qu’il n’y a qu’un seul Salon par an, celui de l’Académie de peinture et il n’est pas évident d’y trouver de quoi entretenir le public pendant toute l’année. Ainsi la revue L’Artiste, fondée en 1831, republie des textes de Diderot, notamment ceux consacrés aux Salons de 1759 et 1763. Charles Baudelaire (1821-1867), sous le pseudonyme « Baudelaire Dufaÿs », au début de sa carrière littéraire, rédige une longue étude sur le Salon de 1845, ainsi que sur celui de 1859. On rencontre également Théophile Gautier, les frères Jules et Edmond de Goncourt, Champfleury et Eugène Fromentin.

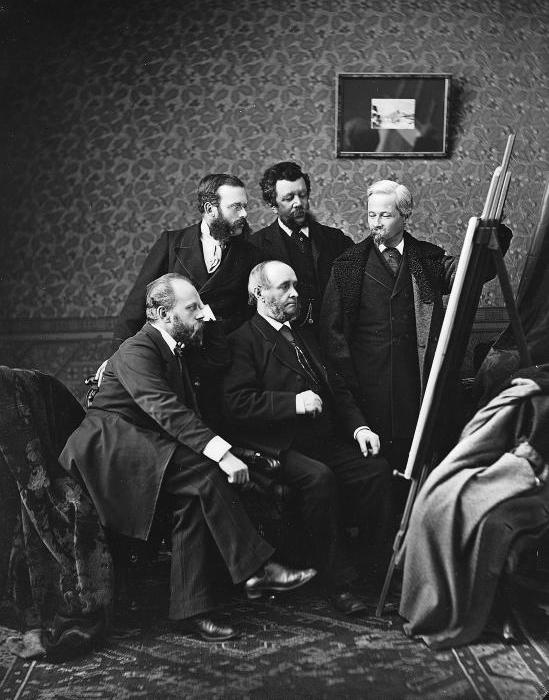
Les Critiques d'art, 1880 : Sandham et ses amis.

Au cours du siècle, la critique d'art s'affirmera aussi sous sa forme moderne avec Émile Zola (en parallèle à sa relation avec Paul Cézanne) qui publiera une chronique intitulée Mon Salon en 1866, et Joris-Karl Huysmans. C’est ainsi qu'elle se met progressivement en place. Mais il faut attendre la fin du XIXe siècle pour voir apparaître des journalistes spécialisés dans ce domaine. La multiplication des Salons, l’expansion des galeries d’art et le concept d’exposition thématique abordé par les musées en soutenaient le développement.

### La critique d’art contemporaine
L'apparition de l'art moderne et de l'art contemporain sont corollaires de la prise d'importance croissante des critiques dans le rapport entre des œuvres, parfois difficiles, voire impossible à décrypter, et le public. Les mouvements d'art, souvent accompagnés de manifestes (tel le Manifeste du surréalisme de Breton), donnent une matière de plus en plus consistante et complexe à la pensée. L'avènement de l'art conceptuel dans les années 60 réduit – dangereusement, pour certains – la limite entre texte critique et œuvre d'art à sa limite extrême, des historiens et critiques d'art tels que Charles Harrison rejoignant même des groupes iconiques tels que Art & Language. Les revues spécialisées sont alors l'accessoire indispensable de démarches à fort contenu intellectuel.
Depuis cette période, le rôle du commissaire d'exposition et du critique sont souvent interchangeables. La professionnalisation des réseaux d'exposition et de vente d'art contemporain ont rendu le rôle des critiques fondamentaux pour la viabilité économique des artistes, qui bénéficient également de la couverture médiatique assurée par les attachés de presse des galeries où ils sont représentés.
La figure du critique d’art a été ainsi liée au surgissement d’un art moderne et d’avant-garde qui se revendiquait comme tel en opposition aux valeurs de l’académie et de la tradition. La fonction de l’historien de l’art porte sur le travail ultime de structuration des données, d’articulation d’un sens de l’évolution historique. Le critique d’art s’occupe en revanche de l’actualité, il canalise l’information, il fournit la toute première exégèse qui permet de définir une œuvre, de situer le travail de l’artiste. Il est un médiateur entre l’artiste et le marché ou le public. Il est toujours, pour le meilleur et pour le pire, un militant qui réagit à chaud, sans le filtre du temps écoulé qui permet de cerner a posteriori la spécificité du travail d’un artiste au sein de son époque. Le critique d’art interprète essentiellement les œuvres de son temps, les situe dans leur rapport à l'histoire et les unes par rapport aux autres. Il désigne celles qu'il juge dignes d'intérêt, en ce sens il est prescripteur. Il effectue des choix et peut légitimer ou condamner, parfois il fonde ou il soude un mouvement artistique, comme Pierre Restany avec les Nouveaux Réalistes. Au sein de l’art moderne, ce sont des critiques d’art qui ont souvent forgé les termes qui servent de label, tels fauvisme ou trans-avant-garde, qui ont été définitivement acceptés par les historiens pour classer un courant ou un mouvement artistique. C'est pourquoi la critique d'art contribue à l'histoire de l'art. Dans la seconde moitié du XXe siècle, quelques publications, dont la revue L'Œil, fondée en 1955 par Georges et Rosamond Bernier, ou le magazine L'Amateur d'art, dirigé par Michel Boutin, ont eu pour vocation d'accueillir les articles de critiques d'art. Plusieurs revues, dont Connaissance des arts fondée en 1952 par Francis Spar, L'Œil, Art Press fondée en 1972 par Catherine Millet continuent à accueillir des textes de critiques d'art, parfois également publiés sur Internet, qui apparaît de plus en plus comme un complément au support papier. De nombreuses revues sont d'ailleurs exclusivement électroniques, comme paris-art.com ou lacritique.org et plusieurs critiques d'art publient leur propre blog, comme Lunettes Rouges sur le site du monde.fr. Ainsi, la critique d’art se renouvèle-t-elle en s'adaptant aux possibilités de notre temps.

## Prix et récompenses
- Le Prix AICA France de la critique d'art a été créé par l’Association internationale des critiques d’art (AICA France) en 2013. Il est décerné par un jury international à un[e] critique qui présente une œuvre de son choix en 6 min 40 s selon le format du PechaKucha, 20 images commentées chacune pendant 20 secondes. Chaque année, cet événement rencontre un grand succès qui témoigne à la fois de l'intérêt du public pour la critique d'art et la possibilité d'en renouveler les formes d'expression.
- Le Prix François Morellet a été créé par le Château de Montsoreau - musée d'Art contemporain en 2016. Il est décerné dans le cadre des Journées nationales du livre et du vin (Livre et Vin) à un critique d'art ou une personnalité pour une œuvre ou l'ensemble de ses écrits sur l'art contemporain. Lors de sa première édition, il a été remis à Catherine Millet[12],[13].